# Hypena diakonoffi
Hypena diakonoffi là một loài bướm đêm trong họ Erebidae.